# Сурьяпрабха

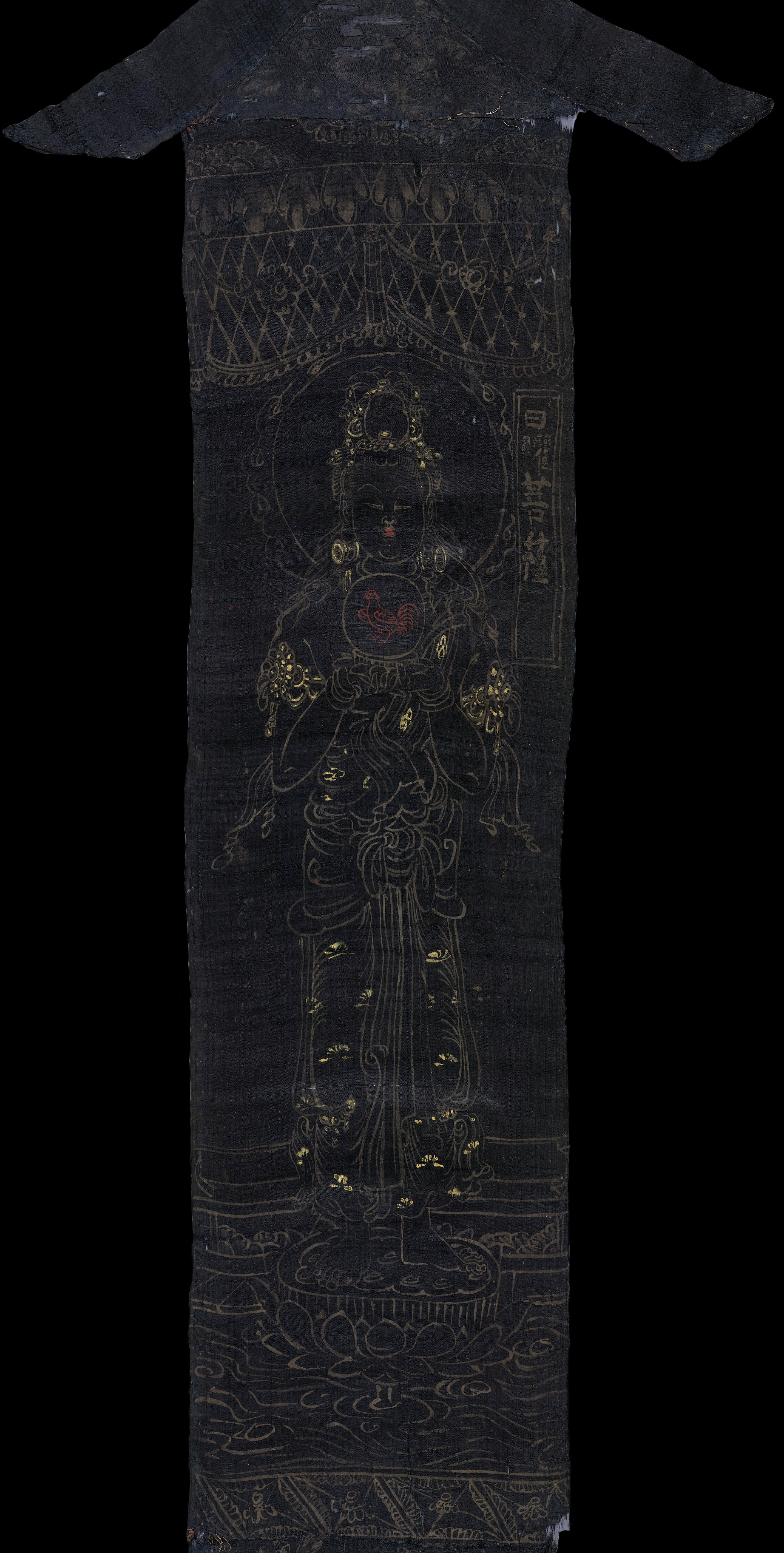
Сурьяпрабха. Деталь буддийской хоругви из Дуньхуана. Династия Тан, VIII век. Одно из старейших изображений этого божества. Британский музей, Лондон.

Сурьяпрабха (санскр. सूर्यप्रभ, IAST: Surya-prabha, «солнечный свет»), Ли Гуан (яп. 日光菩薩, «бодхисаттва солнечного света») или Никко (яп. にっこうぼさつ, «бодхисаттва солнечного света») — бодхисаттва, воплощение солнечного света и хорошего здоровья. Прислуживает Якуси-нёраю, будде-целителю, покровителю медицины.
Сурьяпрабху особенно почитают в Японии. В материковой Азии он чаще известен не как бодхисаттва, а дева — буддийское божество, которое вобрало в себя культ индийского бога Солнца Сурью.
Согласно с махаянской «Сутрой Будды-целителя», Сурьяпрабха освещает землю тысячей солнечных лучей и уничтожает ими темноту, основу грехов и страданий.
В иконографии Сурьяпрабха часто выступает в паре с бодхисаттвой Чандрапрабхой, воплощением лунного света. Первый бодхисаттва держит правую руку поднятой, а левую опущенной, второй бодхисаттва наоборот — левую вверху, правую внизу. Большим и указательным пальцами поднятой руки оба образуют круг. Частым атрибутом Сурьяпрабхи является солнечный диск.
Одним из выдающихся изображений Сурьяпрабхи является его бронзовая статуя VIII века, которая располагается в Золотом Зале монастыря Якуси-дзи в Наре, Япония. Бодхисаттва выступает составной частью триптиха Якуси.